# Rienzi (Misisipi)
Rienzi es un pueblo del Condado de Alcorn, Misisipi, Estados Unidos. Según el censo de 2000 tenía una población de 330 habitantes y una densidad de población de 128.7 hab/km².

## Demografía
Según el censo de 2000, había 330 personas, 127 hogares y 99 familias residiendo en la localidad. La densidad de población era de 128,7 hab./km². Había 147 viviendas con una densidad media de 57,3 viviendas/km². El 69,39% de los habitantes eran blancos, el 28,48% afroamericanos, el 2,12% de otras razas. El 3,64% de la población eran hispanos o latinos de cualquier raza.
Según el censo, de los 127 hogares en el 26,0% había menores de 18 años, el 56,7% pertenecía a parejas casadas, el 16,5% tenía a una mujer como cabeza de familia y el 22,0% no eran familias. El 21,3% de los hogares estaba compuesto por un único individuo y el 14,2% pertenecía a alguien mayor de 65 años viviendo solo. El tamaño promedio de los hogares era de 2,60 personas y el de las familias de 3,04.
La población estaba distribuida en un 25,2% de habitantes menores de 18 años, un 10,3% entre 18 y 24 años, un 24,8% de 25 a 44, un 26,7% de 45 a 64 y un 13,0% de 65 años o mayores. La media de edad era 39 años. Por cada 100 mujeres había 94,1 hombres. Por cada 100 mujeres de 18 años o más, había 77,7 hombres.
Los ingresos medios por hogar en la localidad eran de 26.563 dólares ($) y los ingresos medios por familia eran 31.375 $. Los hombres tenían unos ingresos medios de 31.125 $ frente a los 20.625 $ para las mujeres. La renta per cápita para la ciudad era de 10.604 $. El 28,4% de la población y el 22,6% de las familias estaban por debajo del umbral de pobreza. El 36,7% de los menores de 18 años y el 34,8% de los habitantes de 65 años o más vivían por debajo del umbral de pobreza.

## Geografía
Según la Oficina del Censo de los Estados Unidos, la localidad tiene un área total de 2,6 km², todos ellos correspondientes a tierra firme.